# Un angelo per Satana
Un angelo per Satana (tdl. ‘Un ángel para Satanás’) es una película de terror de 1966 dirigida por Camillo Mastrocinque. Está protagonizada por Barbara Steele en un papel doble, y está ambientada en un pequeño pueblo italiano junto a un lago. Está basada en una novela corta de Luigi Emmanuele. Éste fue el último «gótico italiano» de Steele.

## Argumento
En un pueblo del norte de Italia, durante la mitad del siglo XIX, es descubierta una estatua que tiene un gran parecido con una de las habitantes de la aldea. Tras la aparición de esa extraña estatua, empiezan a suceder todo tipo de desgracias, muertes, casos de locura, lo que les lleva a sospechar sobre algún tipo de maldición.

## Reparto
- Barbara Steele: Harriet de Montebruno / Belinda.
- Antonio de Teffé: Roberto Merigi (acreditado como Anthony Steffen).
- Claudio Gora: Conde Montebruno.
- Ursula Davis: Rita.
- Marina Berti: Ilda, la guardiana (acreditada como Maureen Melrose).
- Aldo Berti: Vittorio, el jardinero.
- Mario Brega: Carlo Lionesi.
- Vassili Karis: Dario Morelli, el profesor.
- Halina Zalewska: Luisa.
- Antonio Corevi: Guglielmo, el mayordomo.
- Antonio Acqua: Alfonso, el sargento.
- Livia Rossetti: Natalia.
- Giovanna Lenzi: María.
- Betty Delon: Barbara Lionesi.

## Lazamiento
Un angelo per Satana se estrenó en Italia el 4 de mayo de 1966, donde fue distribuida por Discobolo Film. Recaudó 87 millones de liras italianas en su estreno. En 2021, la película fue lanzada en DVD y Blu-Ray en los Estados Unidos por Severin Films.